# Shipley (Derbyshire)
Shipley – wieś w Anglii, w hrabstwie Derbyshire, w dystrykcie Amber Valley. Leży 13 km na północny wschód od miasta Derby i 185 km na północny zachód od Londynu.